# Técnica de meditación trascendental
La técnica de Meditación Trascendental o TM es una forma de meditación silenciosa con mantra, desarrollada por Maharishi Mahesh Yogi. La práctica de esta meditación implica el uso de un mantra y debe practicarse durante 20 minutos, dos veces al día, mientras se permanece sentando con los ojos cerrados.
Es una de las técnicas más ampliamente practicadas, y de las más investigadas, con más de 340 estudios publicados mediante la técnica de revisión por pares. desde principios de 1965, la técnica de Meditación Trascendental ha sido incorporada a escuelas, universidades, empresas y programas de prisión en los Estados Unidos, Latinoamérica, Europa, e India. En 1977, un tribunal de distrito federal de EE. UU. dictaminó que un currículum en TM y en Ciencia de Inteligencia Creativa (SCI), que era enseñado en algunos escuelas de New Jersey era religiosas por naturaleza y vulneraban la Primera Enmienda. Aun así, la técnica  ha sido incluida desde entonces en numerosos programas educativos y sociales en todo el mundo.
La técnica ha sido descrita como religiosa y no-religiosa; una especie de movimiento religioso nuevo,  arraigado en el Hinduismo, y una práctica no religiosa para el desarrollo personal.: p 188 : p 4  Durante sus 50 años, la técnica ha tenido visibilidad en los medios de comunicación de masas y una propagación global eficaz, y se ha usado como herramienta de marketing. En 1970, la Ciencia de la Inteligencia Creativa, descrita como una combinación de "ciencia moderna con antigua ciencia védica", se convertía en la base teórica para la técnica de Meditación Trascendental. Sin embargo, la Ciencia de la Inteligencia Creativa es contemplada de forma general como una pseudociencia.

## Práctica
La técnica está recomendada para 20 minutos dos veces por día. Según el Maharishi, "se producen burbujas de pensamiento una tras otra, como en una corriente", y la técnica de Meditación Trascendental consiste en experimentar un "pensamiento adeduado" en sus estados más sutiles "hasta que su estado más sutil sea experimentado y transcendido".: pp 46–52  Porque  es la base del mantra, la técnica "encuentra su explicación en la práctica de la concentración"; aun así, el TM dice que "el enfoque de la atención" no está prescrito, y que el "objetivo es una postura de atención [sic] unificada y abierta". Otros autores describen la técnica como un proceso fácil y natural, y un "estado fisiológico hipometabólico despierto".: 340–341  La práctica de la técnica incluye un proceso llamado "sin estrés" que combina "relajación sin esfuerzo con imágenes y emociones espontáneas.". Los profesores de TM advierten a su alumnado para que no se distraigan con pensamientos aleatorios y para "atender" al mantra. El gran maestro ajedrecístico escocés Jonathan Rowson ha dicho que la práctica de TM le da "una sensación de serenidad, energía y equilibrio", pero no proporciona "ninguna visión poderosa de tu propia mente". Laura Inquilino, reportera de El Independiente, dijo que su experiencia con TM incluye ir "a un lugar donde no existe la vigilia ni se está dormido o soñando", y se convierte en una separación del ser físico". En todo el mundo, de cuatro a diez millones de personas están consideradas practicantes.

### Mantra
La técnica del TM consiste en repetir silenciosamente  un mantra con un "sutil esfuerzo" mientras se está sentando cómodamente con los ojos cerrados y sin asumir una posición de yoga especial. El mantra se dice para permitir que la atención del individuo viaje de forma natural a un estado menos activo, más tranquilo, de funcionamiento mental.: pp 16–20  Los practicantes de TM son instruidos para mantener su mantra secreto con el fin de asegurar resultados máximos ("hablando de él en voz alta, se desvirtúa su propósito"), para evitar confusión en la mente del meditadores y como "protección contra una enseñanza inadecuada".

#### Elección del mantra
El Maharishi ha estandarizado y "mecanizado" el proceso de selección de mantras utilizando un conjunto específico de mantras y haciendo que el proceso de selección sea "infalible". El profesor de psiquiatría Norman E. Rosenthal escribe que durante la capacitación impartida por un maestro certificado en TM, "a cada estudiante se le asigna un mantra o sonido específico, con instrucciones sobre su uso apropiado". El Maharishi dijo que la selección de un pensamiento o mantra apropiado "se vuelve cada vez más importante cuando consideramos que el poder del pensamiento se incrementa cuando este se considera en sus etapas iniciales de desarrollo ". Dijo que los mantras elegidos para los iniciados deberían "resonar en el pulso de su pensamiento y, al resonar, crear una influencia cada vez más calmante", y que las vibraciones del mantra elegido "armonizan" con el meditador y se adaptan a su "naturaleza y forma de vida". Por lo tanto, los estudiantes de TM reciben un "mantra especialmente adecuado". El autor George D. Chryssides escribe que, según el Maharishi, "usar cualquier mantra puede ser peligroso"; Los mantras para "amas de casa" y para reclusos son diferentes. Los mantras de la Meditación Trascendental son mantras apropiados para los miembros de la familia, mientras que la mayoría de los mantras que se encuentran comúnmente en los libros, como "Om", son mantras para los reclusos y "pueden hacer que una persona se aparte de la vida".
La profesora de TM y autora Lola Williamson dijo a sus alumnos de TM que el mantra que eligió para ellos se basó en su entrevista personal, mientras que el sociólogo Roy Wallis, el erudito religioso J. Gordon Melton y Bainbridge escriben que los mantras son asignados por edad y género. En 1984, se publicaron 16 mantras en la revista Omni a partir de la información de "profesores descontentos de TM". De acuerdo con Chryssides, los maestros de TM dicen que los resultados prometidos dependen de que un maestro capacitado en Meditación Trascendental elija el mantra para su estudiante.

#### Significado y valor del sonido
En su libro de 1963 La ciencia del ser y el arte de vivir, el Maharishi escribe que las palabras crean ondas de vibraciones, y la calidad de vibración de un mantra debe corresponder a la calidad de vibración del individuo. Del mismo modo, el estudioso de estudios religiosos Thomas Forsthoefel escribe: "La teoría de los mantras es la teoría del sonido".. El autor William Jefferson escribe que los "eufónicos" de los mantras son importantes. El sociólogo Stephen J. Hunt y otros dicen que el mantra utilizado en la técnica de Meditación Trascendental "no tiene significado", pero que "el sonido en sí" es sagrado. En Kerala, India, el Maharishi habló de mantras en términos de deidades personales y, según la académica de estudios religiosos Cynthia Ann Humes, se pueden encontrar referencias similares en sus trabajos posteriores.: p 63 
Según los autores Peter Russell y Norman Rosenthal, los sonidos utilizados en la técnica están tomados de la antigua tradición védica y "no tienen un significado específico", y son seleccionados por su idoneidad para el individuo.: pp 49–50  Sin embargo, el Maharishi menciona que a veces es beneficioso que el mantra se asocie con un significado específico para adaptarse a los antecedentes psicológicos particulares. La autora Lola Williamson escribe que los bija, o mantras semilla, usados en TM, provienen de la tradición tántrica, en lugar de védica, y que los bija mantra están "tradicionalmente asociados con deidades particulares y se usan como una forma de adoración". Según Needleman, muchos mantras provienen de los Vedas o himnos védicos, que son "la raíz de todas las escrituras hindúes posteriores", mientras que el caso judicial de 1977, Malnak vs. Yogi, aceptó los mantras TM como sonidos sin sentido. Del mismo modo, el erudito en filosofía de la ciencia y exprofesor de la Universidad Internacional Maharishi, Jonathan Shear, escribe en su libro La experiencia de la meditación: los expertos presentan las principales tradiciones, que los mantras utilizados en la técnica TM son independientes del significado asociado a cualquier idioma y se utilizan por su valor como sonido mental únicamente. Fred Travis, de la Maharishi University of Management, escribe en un artículo de 2009 publicado en el International Journal of Psychophysiology que "a diferencia de la mayoría de las meditaciones de mantras, cualquier posible significado del mantra no es parte de la práctica de la Meditación Trascendental".